# Tipula teleutica
Tipula teleutica är en tvåvingeart som beskrevs av Fedor Semenovich Pilipenko 1999. Tipula teleutica ingår i släktet Tipula och familjen storharkrankar. Inga underarter finns listade i Catalogue of Life.